# La familia de los Garriga
La familia de los Garriga (título original en catalán La familia dels Garrigas) fue la primera novela del escritor Josep Pin i Soler, con la cual iniciaba una trilogía que completarían Jaume (1888) y Niobe (1889). Escrita en Francia algunos años antes, fue editada el 1888 por la imprenta La Renaixensa, y desde entonces ha tenido numerosas ediciones. La última que revisó su autor fue la de 1927, de la Editorial Catalana, que fue la primera que intentó adecuarse a la normativa ortográfica. 
Pin i Soler saca los elementos novelísticos de una realidad que ha conocido bien y quizás ha protagonizado. La descripción de las situaciones es muy viva y detallista, sin llegar, pero, al exceso. Su estilo, brioso y pleno de color, hace olvidar las imperfecciones de un idioma en formación. Aunque su obra puede situarse dentro de la línea de la novela ciudadana y burguesa de Narciso Oller, enlaza, sin embargo, con el ruralismo de algunos contemporáneos por la brutalidad de algunas escenas y el fatalismo que llanura sobre los personajes.

## Argumento
En el «Mas del Molino Viejo», cerca de Tarragona, vive Ramon Garriga con su hermana, su ahijado Narcis y sus hijos Ramon, futuro heredero, Jaume y Mercé. Su linaje se remonta al reinado de Felipe IV y las sucesivas generaciones han participado en todas las guerras y pelotones.
Según costumbre, Jaume, el hijo segundo, es destinado al sacerdocio, el mismo que Narcís.
El heredero disputa frecuentemente con su padre, que se opone a los amores furtivos del chico con la Tuies, antigua criada de la casa, y a sus relaciones con quienes conspiran a favor de los liberales. El amigo íntimo del hereuet es Anton Cirera, secretario del pueblo.
El viejo Garriga lo soborna para que aparte su hijo de la Tuies. Al enterarse aquel, hiere de una cuchillada el secretario y es encarcelado. Simultáneamente Jaume huye a Marsella en busca de fortuna. El viejo Chaparral sufre un ataque de apoplejía y el anuncio del naciente idilio entre Narcís y Mercè acaba para matarlo.
El hereuet es liberado gracias al nuevo soborno de Cereza porque no declare la verdad; riñe con la familia y se queda al Cortijo solo con la Tuies, pero esta lo deja para ir en Barcelona con Cirera; allí mueren los tres en una sangrienta revolución. Narciso, que todavía estima Mercé, no quiere volver al seminario y después de una violenta discusión, desesperado, se tira por la ventana.